# Шарашенідзе Леван Леванович
Шарашені́дзе Лева́н Лева́нович (груз. ლევან შარაშენიძე; 24 березня 1931, Тбілісі, Грузинська РСР, СРСР — 2012) — грузинський радянський військовик, генерал-лейтенант Радянської армії, згодом — державний та військовий діяч Грузії, Міністр оборони Грузії (1992).

## Життєпис
Народився в Тбілісі. Навчався в Узбекистані, де його батько працював на залізниці. Матір Левана хотіла, аби її син став лікарем, однак сам він обрав військову справу. Закінчив Алма-Атинське повітряно-десантне училище, а згодом юридичний факультет Вільнюського державного університету імені Капсукаса та Військово-політичну академію імені Леніна.
З 1953 по 1958 рік проходив службу в Радянській арміїна посаді командира взводу парашутно-десантного полку.
З 1955 року суміщав посаду командира з обов'язками секретаря комсомольського бюро.
У 1958 році призначений помічником начальника політвідділу з комсомольської роботи 108-го гвардійського парашутно-десантного полку в Каунасі, а два роки потому — заступником командира батальйону з політичної частини.
Протягом 1960–1964 років — пропагандист гвардійського парашутно-десантного полку, згодом поступово обіймав посади заступника командира з політичної частини гпдп (1966–1967), заступника начальника політвідділу дивізії (1967–1969), начальника політвідділу дивізії (1969–1976).
З 1976 по 1979 рік проходив службу на посаді заступника начальника політвідділу Закавказького військового округу. У 1979 році призначений на посаду військового комісара Грузинської РСР. У 1989 році йому присвоєно військове звання генерал-лейтенант.
Після здобуття Грузією незалежності у 1991 році продовжив службу як військовий комісар новоствореної держави. Брав участь у громадянській війні 1991–1992 років, що призвела до повалення влади першого президента Грузії Звіада Гамсархурдії.
3 січня 1992 року рішенням військової ради повстанців призначений міністром оборони Грузії, однак вже 8 травня того ж року був звільнений новим президентом країни Едуардом Шеварднадзе та призначений на посаду головного радника Міністерства оборони. Обіймав цю посаду протягом Південноосетинської війни (1992) та Грузино-абхазького конфлікту (1992–1993). Брав участь у дипломатичних переговорах з Росією щодо Абхазії, згодом звинуватив Шеварднадзе у небажанні зустрітися з Владиславом Ардзинба та вирішити конфлікт мирним шляхом.
У 1995 році відійшов від справ та не відігравав більше значної ролі у політичному житті Грузії.